# Пианко (микрорегион)

Пианко на карте.

Пианко (порт. Microrregião de Piancó) — микрорегион в Бразилии. входит в штат Параиба. Составная часть мезорегиона Сертан штата Параиба. Население составляет 	70 696	 человек (на 2010 год). Площадь — 	3285,751	 км². Плотность населения — 	21,52	 чел./км².

## Демография
Согласно сведениям, собранным в ходе переписи 2010 г. Национальным институтом географии и статистики (IBGE), население микрорегиона составляет:						
| Полное население                             | Полное население                             | Полное население                             | Полное население                             | 70 696 |
| -------------------------------------------- | -------------------------------------------- | -------------------------------------------- | -------------------------------------------- | ------ |
| в том числе:                                 | Городское население                          | 45 366                                       | Процент городского населения, %              | 64,17  |
|                                              | Сельское население                           | 25 330                                       | Процент сельского населения, %               | 35,83  |
|                                              | Мужское население                            | 34 503                                       | Процент мужского населения, %                | 48,80  |
|                                              | Женское население                            | 36 193                                       | Процент женского населения, %                | 51,20  |
| Плотность населения, чел/км²                 | Плотность населения, чел/км²                 | Плотность населения, чел/км²                 | Плотность населения, чел/км²                 | 21,52  |
| Население микрорегиона в % к населению штата | Население микрорегиона в % к населению штата | Население микрорегиона в % к населению штата | Население микрорегиона в % к населению штата | 1,88   |

## Статистика
- Валовой внутренний продукт на 2003 год составляет 150 831 198,00 реалов (данные: Бразильский институт географии и статистики).
- Валовой внутренний продукт на душу населения на 2003 год составляет 2130,15 реалов (данные: Бразильский институт географии и статистики).
- Индекс развития человеческого потенциала на 2000 год составляет 0,598 (данные: Программа развития ООН).

## Состав микрорегиона
В составе микрорегиона включены следующие муниципалитеты:
1. Агиар
2. Катингейра
3. Коремас
4. Эмас
5. Игараси
6. Нова-Олинда
7. Олью-д’Агуа
8. Пианко
9. Сантана-дус-Гарротис